# Calabasas Pro Tennis Championships
Il Calabasas Pro Tennis Championships è stato un torneo professionistico di tennis giocato sul cemento, che faceva parte dell'ATP Challenger Tour. Si giocava annualmente a Calabasas in California dal 2001.

## Albo d'oro

### Singolare
| Anno | Campione           | Finalista          | Punteggio           |
| ---- | ------------------ | ------------------ | ------------------- |
| 2001 | André Sá           | Michael Russell    | 4–6, 6–2, 6–4       |
| 2002 | Michael Chang      | Cecil Mamiit       | 6–3, 7–5            |
| 2003 | Jérôme Golmard     | Lars Burgsmüller   | 6–3, 7–5            |
| 2004 | Ivo Karlović       | Alex Bogomolov Jr. | 7–6(3), 6–3         |
| 2005 | Brian Vahaly       | Denis Gremelmayr   | 3–6, 6–2, 6–2       |
| 2006 | Mark Philippoussis | Amer Delić         | 6(4)–7, 7–6(4), 6–3 |
| 2007 | Robert Kendrick    | Donald Young       | 3–6, 7–6(4), 6–4    |
| 2008 | Vince Spadea       | Sam Warburg        | 7–6(5), 6–4         |
| 2009 | Donald Young       | Michael Russell    | 7–6(4), 6–1         |
| 2010 | Marinko Matosevic  | Ryan Sweeting      | 2–6, 6–4, 6–3       |

### Doppio
| Anno | Campioni                         | Finalista                       | Punteggio            |
| ---- | -------------------------------- | ------------------------------- | -------------------- |
| 2001 | Ota Fukárek Ivo Heuberger        | Paul Hanley Nathan Healey       | 7–5, 3–6, 7–6(2)     |
| 2002 | Paul Rosner Glenn Weiner         | Justin Gimelstob Paul Goldstein | 6–2, 4–6, 7–6(4)     |
| 2003 | Justin Gimelstob Scott Humphries | Kevin Kim Jim Thomas            | 6–3, 6–3             |
| 2004 | Graydon Oliver Travis Parrott    | Ivo Klec Robert Lindstedt       | 7–5, 6–3             |
| 2005 | Amer Delić Bobby Reynolds        | Zbynek Mlynarik Glenn Weiner    | 7–5, 7–6(4)          |
| 2006 | Robert Kendrick Cecil Mamiit     | Harel Levy Sam Warburg          | 5–7, 6–4, [10–5]     |
| 2007 | John Isner Brian Wilson          | Robert Kendrick Cecil Mamiit    | 7–6(10), 4–6, [10–8] |
| 2008 | Ilia Bozoljac Dušan Vemić        | Somdev Devvarman Nathan Healey  | 1–6, 6–3, [13–11]    |
| 2009 | Santiago González Simon Stadler  | Treat Conrad Huey Harsh Mankad  | 6–2, 5–7, [10–4]     |
| 2010 | Ryan Harrison Travis Rettenmaier | Rik De Voest Bobby Reynolds     | 6–3, 6–3             |